# Bulyakashaju
Bulyakashaju ist ein Bezirk (Ward) des Distriktes Muleba in der tansanischen Region Kagera.

## Geografie
Bulyakashaju liegt im Nordwesten von Tansania etwa 20 Kilometer westlich des Victoriasees. Die Fläche des Bezirks beträgt 38,42 Quadratkilometer, bei der Volkszählung 2022 wohnten 10.430 Menschen in 2464 Haushalten.

## Gliederung
Der Bezirk besteht aus drei Gemeinden (Mtaa) mit 19 Orten (Kitongoji):
| Nyakahama - Kabwera A - Kabwera B - Mubango - Nyakahama - Mutoju - Rwizi | Kizinga - Kyazi - Kagasha - Kizinga - Kigemu - Rubare - Lwamukunya | Rugando - Nyakahija - Omushenyi - Kigemu - Ikoko A - Ikoko B - Busita A - Busita B |

## Infrastruktur
- Bildung: Die im Jahr 2007 gegründete staatliche Bulyakashaju Secondary School bildet Mädchen und Burschen bis zur 4. Stufe aus.[6]
- Gesundheit: In Rugando befindet sich eine Apotheke, die unter anderem Malaria-Diagnose und -Erstbehandlung, HIV-Pflege und -Behandlung und Mutter-Kind-Pflege anbietet.[7]